# 沙倫斯普林斯 (堪薩斯州)
沙倫斯普林斯（英語：Sharon Springs）是一個位於美國堪薩斯州華萊士縣的城市。同時該地也是華萊士縣的縣治。

## 地方資料
沙倫斯普林斯的座標為38°53′44″N 101°45′03″W / 38.89556°N 101.75083°W，而該地的海拔高度為1059米（即3475英尺）。根據2010年美國人口普查，該地共人口751人，而該地的面積約為2.34平方千米。